# Assedio di Casale Monferrato (1628)
Il primo assedio di Casale Monferrato si svolse tra la metà di maggio del 1628 e il 16 marzo del 1629. Tale assedio vide contrapposte le forze spagnole, provenienti dal ducato di Milano e quelle francesi e mantovane schierate a difesa della piazzaforte.

## Antefatto
Il 25 dicembre 1627 alla morte del duca di Mantova Vincenzo II Gonzaga gli succedette il cugino Carlo I di Gonzaga-Nevers, filofrancese. Il governatore del Ducato di Milano Gonzalo Fernández de Córdoba iniziò immediatamente i preparativi per invadere il Monferrato, regione di grande importanza strategica per la sicurezza dei domini spagnoli dello Stato di Milano, in particolare a causa della presenza della Cittadella di Casale Monferrato, possente fortificazione costruita su iniziativa di Vincenzo I Gonzaga che, se occupata da forze francesi, avrebbe loro consentito di disporre di una base pressoché imprendibile nella regione. Gonzalo Fernández de Córdoba si accordò con il duca di Savoia Carlo Emanuele I di Savoia per la spartizione del Ducato del Monferrato.

## Eventi bellici
Gonzalo Fernández de Córdoba e il suo alleato, il duca di Savoia, iniziarono l'invasione del Monferrato sul finire del marzo 1628. Le forze spagnole conquistarono rapidamente Alba, Trino, Nizza e Moncalvo e intorno alla metà di maggio del 1628, posero sotto assedio Casale. Le forze spagnole si rivelarono tuttavia insufficienti per conseguire l'obiettivo prefissato, ovvero la conquista della piazzaforte. Gli assedianti inoltre dovevano fronteggiare la scarsità di rifornimenti, dovendo approvvigionarsi nelle campagne circostanti. Nonostante l'arrivo di rinforzi nei mesi successivi, le forze spagnole dovettero fare ritorno a Milano con il sopraggiungere dell'inverno, un periodo caratterizzato da carestie e disordini ("tumulto di S. Martino" o anche "rivolta del pane" dell'11-12 novembre 1628). Con il ritorno della buona stagione, le operazioni di assedio poterono continuare.
Parallelamente la conclusione dell'assedio di La Rochelle nell'ottobre del 1628 aveva tuttavia consentito alla Francia di poter liberare forze da utilizzare sul fronte italiano. Le forze francesi di soccorso guidate da Luigi XIII di Francia si spostarono verso la Savoia nei primi giorni del 1629. Attraversate le Alpi e forzato il passo di Susa, inflissero un'umiliante sconfitta ai Savoia il 6 marzo del 1629. Da questa sconfitta scaturì il trattato di Susa, stipulato l'11 marzo, che sancì il riconoscimento, da parte del duca di Savoia, del duca di Nevers quale legittimo duca di Mantova e del Monferrato. I Savoia si impegnavano altresì ad aiutare i francesi ad espellere le forze spagnole dai territori occupati. Alla stipula del trattato era inoltre presente il governatore di Milano, Gonzalo Fernández de Córdoba. Quest'ultimo, vista la superiorità militare francese, accresciuta dalle forze dei Savoia, dovette acconsentire ad abbandonare l'assedio, smantellando il campo il 16 marzo del 1629 e ritirandosi a Milano.

## Conseguenze
La notizia del trattato giunse a Madrid, dove venne accolta con costernazione. Gonzalo Fernández de Córdoba venne richiamato a corte per discolparsi e venne sostituito quale governatore del ducato di Milano e comandante delle operazioni militari in nord Italia da Ambrogio Spinola. Quest'ultimo venne supportato dal duca di Savoia, che con un improvviso voltafaccia aveva rinnegato i termini del trattato di Susa. Ambrogio Spinola pose nuovamente sotto assedio Casale nel 1630.